# Special Olympics St. Vincent und die Grenadinen
Special Olympics St. Vincent und die Grenadinen (englisch: Special Olympics St. Vincent and the Grenadines) ist der vincentische Verband von Special Olympics International, der weltweit größten Sportbewegung für Menschen mit geistiger Beeinträchtigung und Mehrfachbeeinträchtigung. Ziel ist die sportliche Förderung dieser Personengruppe und die Sensibilisierung der Gesellschaft für sie. Außerdem betreut der Verband die vincentinischen Athletinnen und Athleten bei den Special Olympics Wettbewerben.

## Geschichte
Special Olympics St. Vincent und die Grenadinen wurde 1981 mit Sitz in Kingstown gegründet.

## Aktivitäten
2021 waren 4 Athletinnen, Athleten und Unified Partner bei Special Olympics St. Vincent und die Grenadinen registriert.
Der Verband nahm 2022 an den Programmen Athlete Leadership, Healthy Athletes und Young Athletes teil, die von Special Olympics International ins Leben gerufen worden waren.

### Sportarten
Folgende Sportarten wurden 2022 vom Verband angeboten:
- Boccia (Special Olympics)
- Floor Hockey (Special Olympics)
- Fußball (Special Olympics)
- Leichtathletik (Special Olympics)
- Schwimmen (Special Olympics)
- Tennis (Special Olympics)

### Teilnahme an Weltspielen vor 2020 (Auswahl)
(Quellen:)
- 1983 Special Olympics World Summer Games in Baton Rouge
- 1987 Special Olympics World Summer Games in Indiana
- 1991 Special Olympics World Summer Games in Minnesota
- 1995 Special Olympics World Summer Games in New Haven
- 1999 Special Olympics World Summer Games in North Carolina
- 2003 Special Olympics World Summer Games in Dublin
- 2015 Special Olympics World Summer Games, Los Angeles, USA (26 Athletinnen und Athleten)
- 2019 Special Olympics, World Summer Games, Abu Dhabi (25 Athletinnen und Athleten; 17 Medaillen, darunter sieben Gold-, sechs Silber und vier Bronzemedaillen in den Sportarten Fußball, Boccia, Tennis, Schwimmen und Leichtathletik)[2]

### Teilnahme an den Special Olympics World Summer Games 2023 in Berlin
Special Olympics St. Vincent und die Grenadinen nahm an den Special Olympics World Summer Games 2023 in den Sportarten Leichtathletik, Schwimmen und Tennis teil. Die Delegation wurde vor den Spielen im Rahmen des Host Town Program von Eberswalde betreut. Das Team gewann bei diesen Weltspielen drei Silber- und zwei Bronzemedaillen.